# استفن الیوت (بازیکن فوتبال)
استفن الیوت (انگلیسی: Stephen Elliott؛ زادهٔ ۶ ژانویهٔ ۱۹۸۴) بازیکن فوتبال اهل جمهوری ایرلند است.
از باشگاه‌هایی که در آن بازی کرده‌است می‌توان به باشگاه فوتبال منچستر سیتی، باشگاه فوتبال نوریچ سیتی، باشگاه فوتبال ساندرلند، باشگاه فوتبال ولورهمپتون واندررز، باشگاه فوتبال پرستون نورث اند، باشگاه فوتبال شامروک روورز، باشگاه فوتبال کاونتری سیتی، باشگاه فوتبال هارت آف میدلوتیان، و باشگاه فوتبال کارلایل یونایتد اشاره کرد.